# Soyouz MS-13
Soyouz MS-13 (en russe : Союз МС-13) est une mission spatiale dont le lancement a lieu le 20 juillet 2019 grâce à un lanceur et une capsule Soyouz. Soyouz MS-13 est le 142e vol habité d'un engin spatial du programme Soyouz et le 139e mis en orbite. Le vaisseau conduit trois astronautes jusqu'à la Station spatiale internationale (ISS) afin qu'ils participent aux expéditions 60 et 61.

## Déroulement
Le lancement a lieu le 20 juillet 2019, cinquante ans jour pour jour après le premier pas de l'homme sur la Lune lors de la mission Apollo 11, à 16 h 28 UTC (22 h 28 heure locale) depuis le cosmodrome de Baïkonour.
Le retour s'effectue le 6 février 2020, avec Christina Koch, partie à bord de Soyouz MS-12, qui établit un record de durée pour un vol féminin avec 328 jours, 13 heures et 58 minutes (le record précédent était détenu par Peggy Whitson avec 289 jours).

## Équipage
- Commandant : Aleksandr Skvortsov (3),  Roscosmos

- Ingénieur de vol 1 : Luca Parmitano (2),  ESA

- Ingénieur de vol 2 : Andrew Morgan (1), NASA (aller)
- Ingénieur de vol 2 : Christina Koch (1), NASA (retour)

Le nombre entre parenthèses est le nombre de vols effectués, Soyouz MS-13 compris.

### Équipage de réserve
- Commandant : Sergueï Ryjikov (1)  Roscosmos
- Ingénieur de vol 1 : Tom Marshburn (2)   NASA
- Ingénieur de vol 2 : Soichi Noguchi (2) JAXA

## Remarques
Alexandre Skvortsov effectue son troisième vol spatial à bord de la Station spatiale internationale. Au cours de l'expédition 61, Parmitano devient le troisième Européen et le premier Italien à commander l'ISS.